# Nezabudice
Nezabudice jsou obec v okrese Rakovník ve Středočeském kraji. Stojí na návrší nad levým břehem řeky Berounky zhruba dvanáct kilometrů jihovýchodně od Rakovníka a pět kilometrů jihozápadně od Křivoklátu. Žije v nich 90 obyvatel.

## Historie
První písemná zmínka o vesnici pochází z roku 1115. Ve středověku tu stávala manská tvrz. V obci byli dva pekaři a jejich úkolem bylo dodávat do nedalekého hradu Křivoklát chléb.

### Gypsárna
Západně od vesnice stojí v údolí Tyterského potoka dům zvaný Gypsárna. Vznikl úpravou hájovny a ta ještě ze staršího objektu závodu na zpracování vápence z roku 1832. Zpracovávanou surovinou byl proterozoický vápenec či spíše vápnitá břidlice, jejíž čočka vychází na povrch na levé straně drobného bočního údolí zvaného Černý luh. Vytěžená surovina se do závodu dopravovala po samotížné úzkorozchodné dráze a ročně se z ní vyrobilo až kolem sta tun sádry, která se využívala ve stavebnictví nebo jako vápenaté hnojivo. Vedlejším produktem byly červený kolkotar a železité okry, které se dále zpracovávaly v Malé Bukové na minerální pigmenty. Selští vápeníci se v roce 1900 pokusili obnovit těžbu a zpracování vápence, ale nezvládli technologický proces, a odpadní struskou zasypali část vápencového ložiska. Poslední pokus o zprovoznění závodu neúspěšně realizovali Fürstenbergové v roce 1916.

### Územněsprávní začlenění
Dějiny územněsprávního začleňování zahrnují období od roku 1850 do současnosti. V chronologickém přehledu je uvedena územně administrativní příslušnost obce v roce, kdy ke změně došlo:
- 1850 země česká, kraj Praha, politický okres Rakovník, soudní okres Křivoklát[5]
- 1855 země česká, kraj Praha, soudní okres Křivoklát
- 1868 země česká, politický okres Rakovník, soudní okres Křivoklát
- 1939 země česká, Oberlandrat Kladno, politický okres Rakovník, soudní okres Křivoklát[6]
- 1942 země česká, Oberlandrat Praha, politický okres Rakovník, soudní okres Křivoklát[7]
- 1945 země česká, správní okres Rakovník, soudní okres Křivoklát[8]
- 1949 Pražský kraj, okres Rakovník[9]
- 1960 Středočeský kraj, okres Rakovník
- 2003 Středočeský kraj, obec s rozšířenou působností Rakovník

### Rok 1932
V obci Nezabudice (240 obyvatel, katol.  kostel) byly v roce 1932 evidovány tyto živnosti a obchody: 2 hostince, kovář, mlýn, obuvník, pokrývač, 9 rolníků, sedlář, 2 obchody se smíšeným zbožím, trafika.

## Doprava
Údolím Berounky vede po území obce silnice II/201 v úseku Kralovice–Křivoklát. V roce 2011 v obci měly zastávky autobusové linky Křivoklát – Nezabudice – Velká Buková – Roztoky (v pracovních dnech dva spoje, dopravce Autobusová dopravy Kohout), Rakovník – Nezabudice – Hřebečníky,Týřovice (v pracovních dnech dva spoje) a Rakovník-Nový Dům – Roztoky – Nezabudice (v pracovních dnech jeden spoj, dopravce ANEXIA). O víkendech byla obce bez dopravní obsluhy.

## Pamětihodnosti
Jižně od vesnice stojí zájezdní hospůdka U Rozvědčíka. Za druhé světové války tam bývala skrýš zbraní ilegální organizace Obrana národa. Tehdejšího majitele hospody, Jaroslava Fraňka, připomíná kaplička Jaroslava Fraňka a také pamětní síň v budově obecního úřadu.
Dominantou vesnice je kostel svatého Vavřince. První zmínka o něm pochází z roku 1250. Další památkou je mlýn u jezu na Berounce z roku 1720. Právě o něm se zmiňuje ve svých knihách Smrt krásných srnců a Jak jsem potkal ryby spisovatel Ota Pavel. Severozápadně od vesnice stojí u silnice socha Panny Marie s Ježíškem z roku 1873.
Další drobné památky: Pomník obětem světových válek, výklenková kaple

## Rodáci
- Jaroslav Franěk (1897–1943), hostinský, československý legionář, odbojář, člen Obrany národa a spolupracovník odbojové skupiny Tři králové
- Josef Frankovský, původním jménem Josef Franěk (1840–1901), pražský herec a hostinský

## Galerie

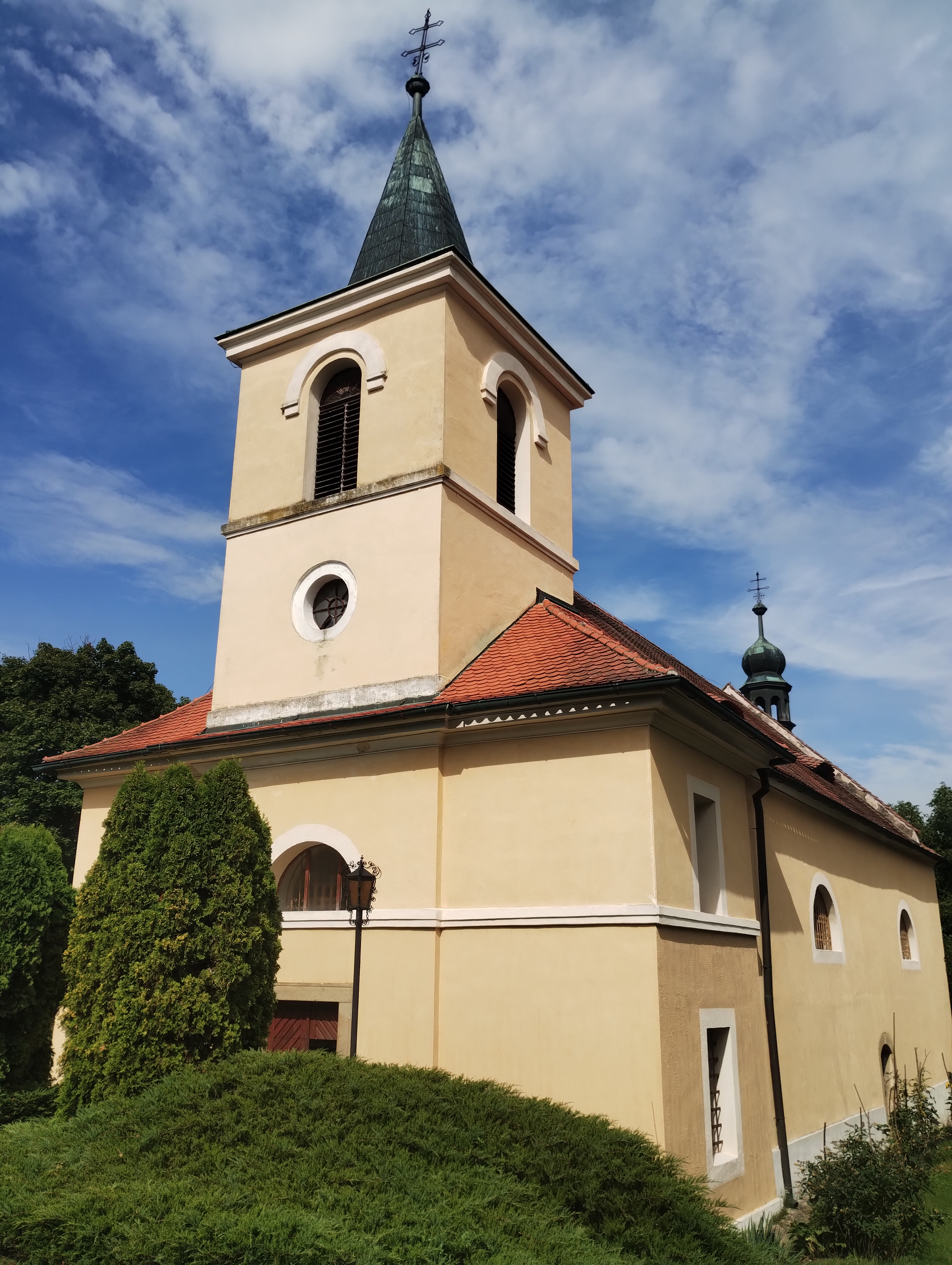
Kostel svatého Vavřince
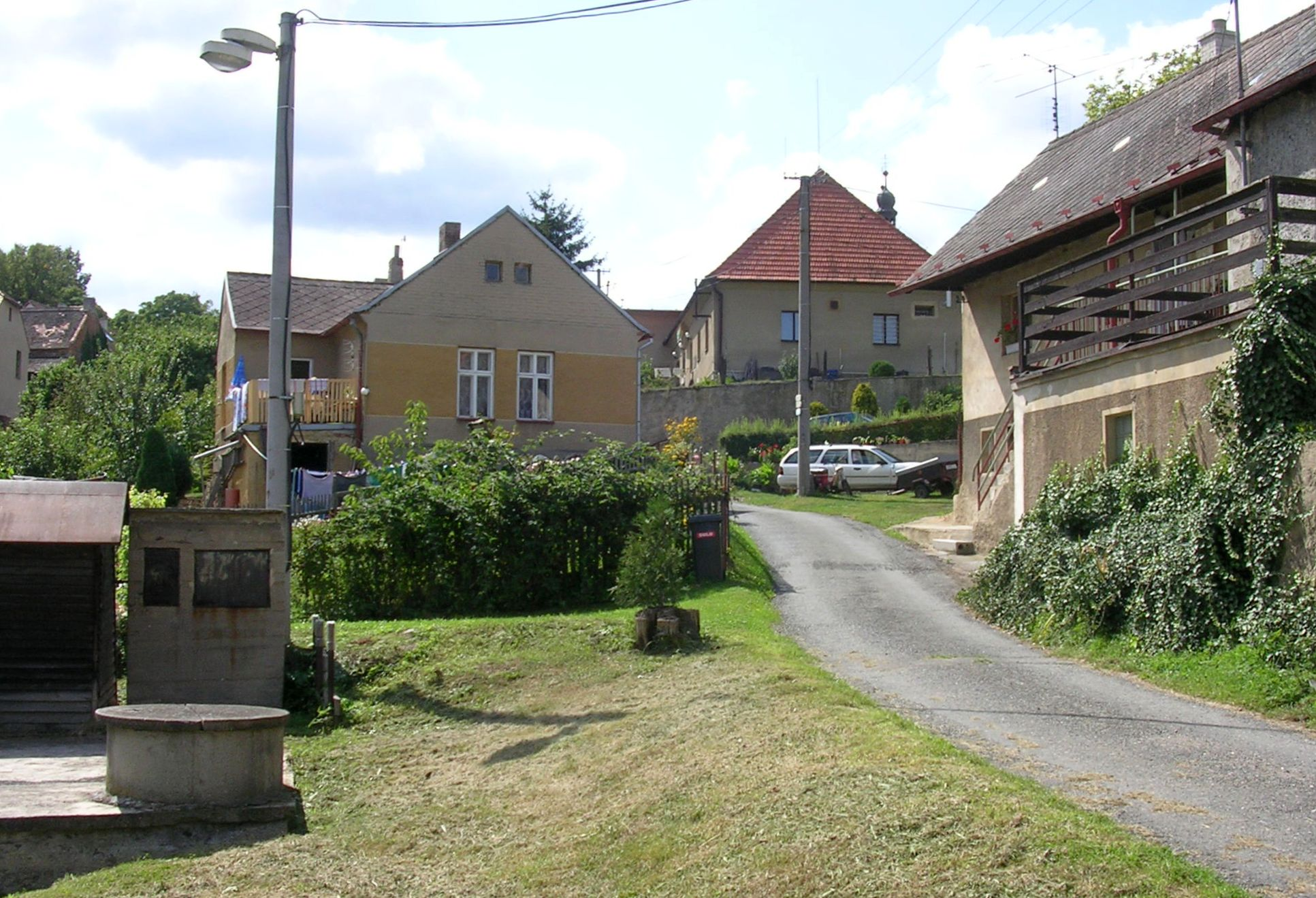
Nezabudice, vesnice
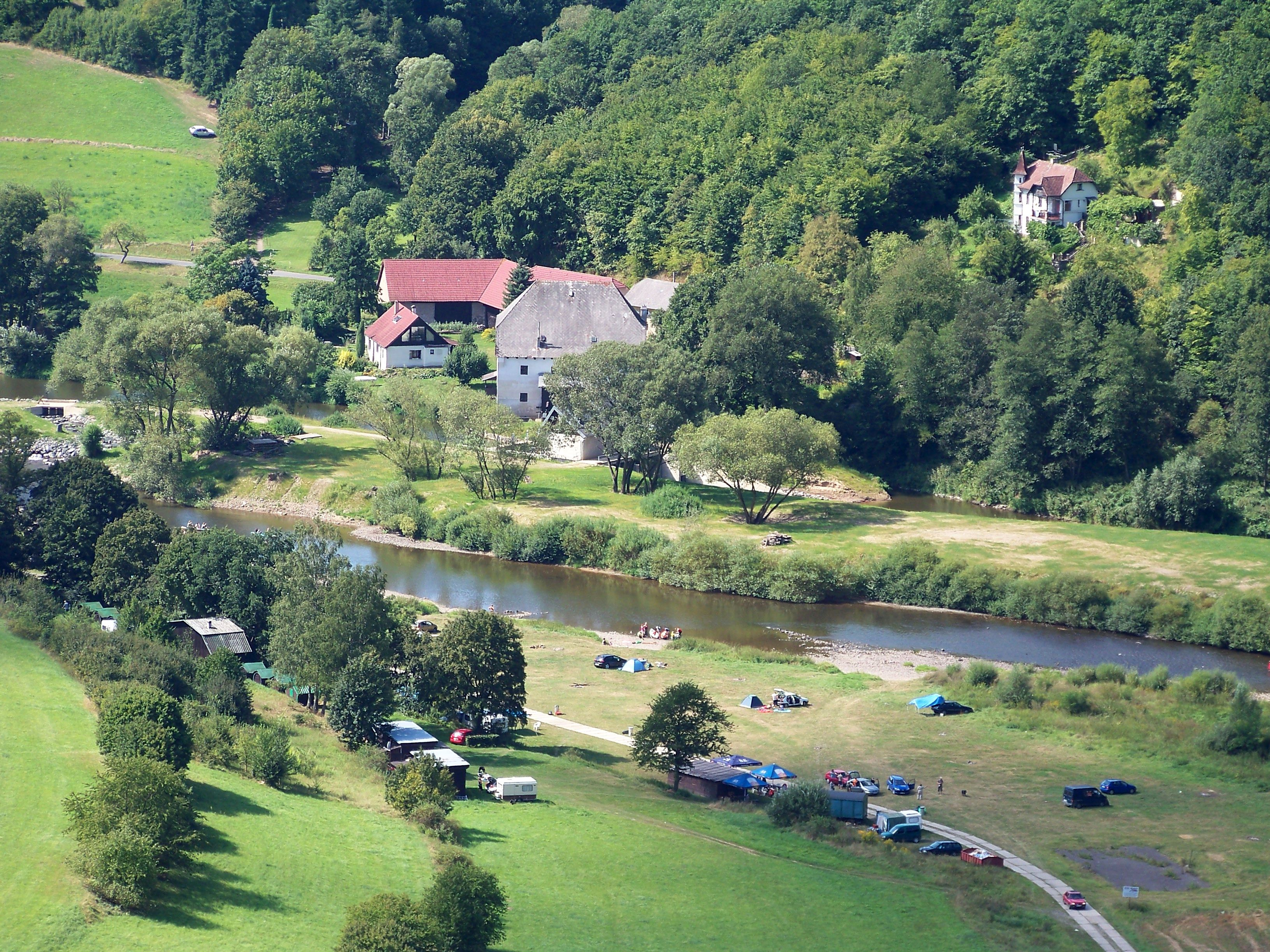
Nezabudický mlýn
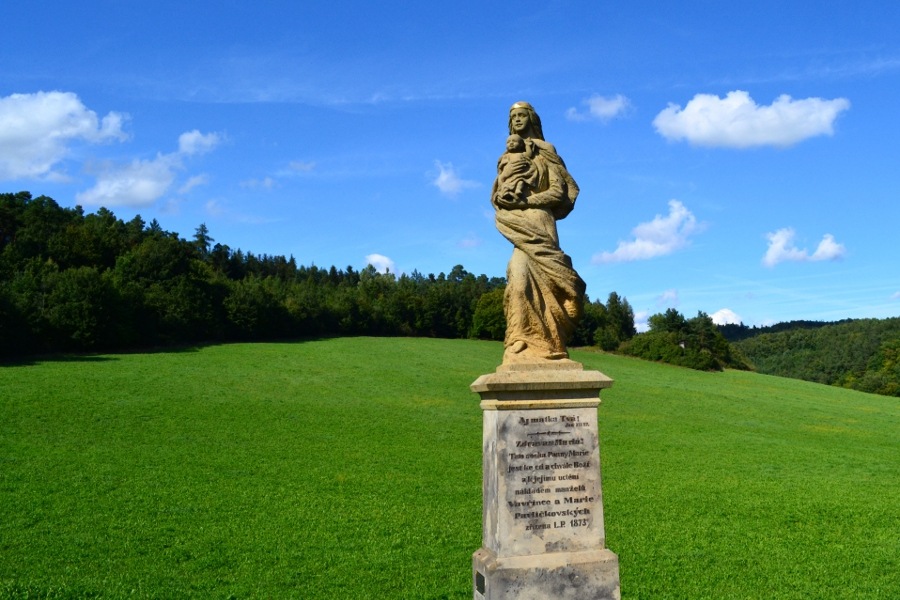
Socha Panny Marie
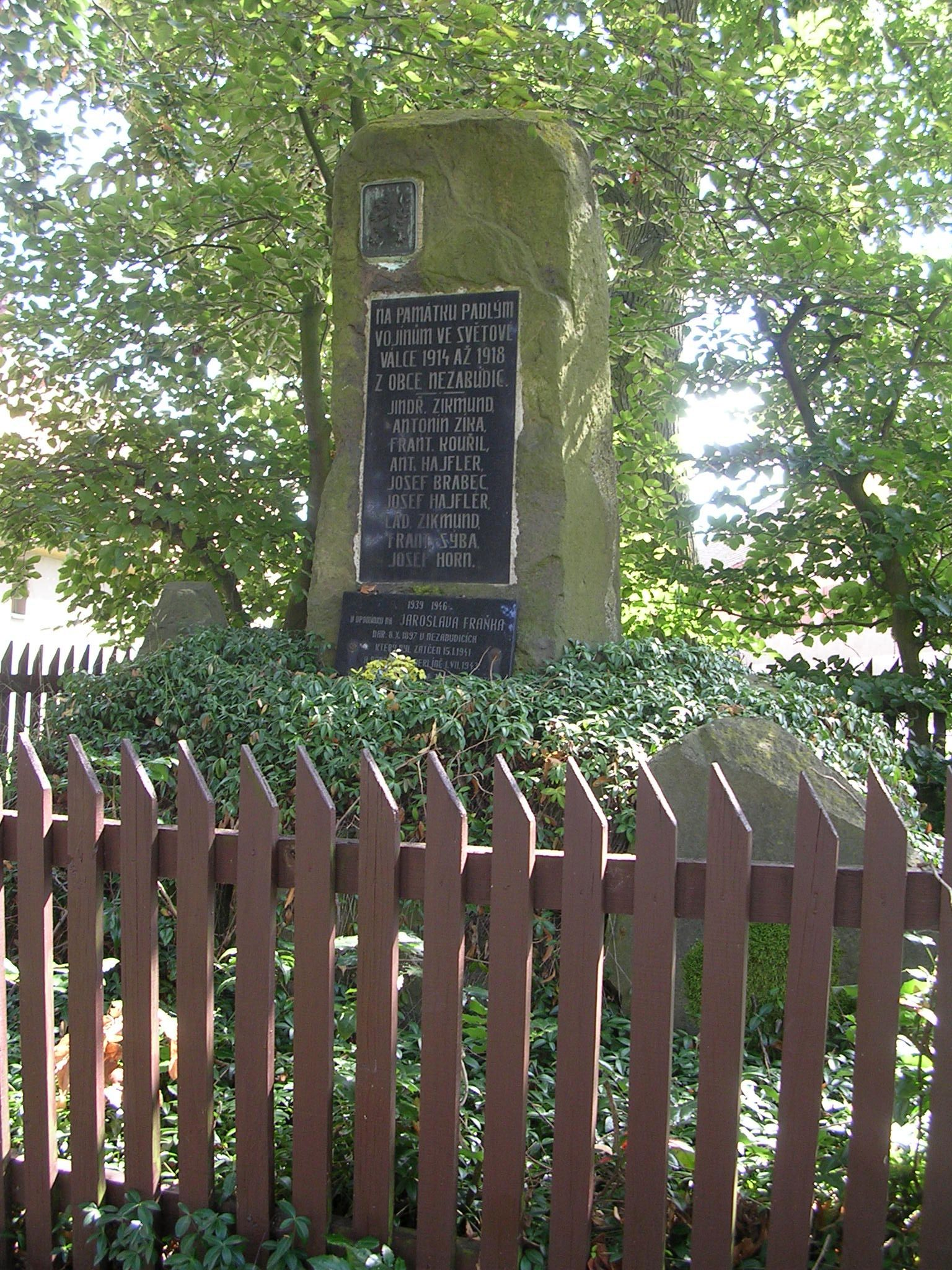
Pomník obětem světových válek
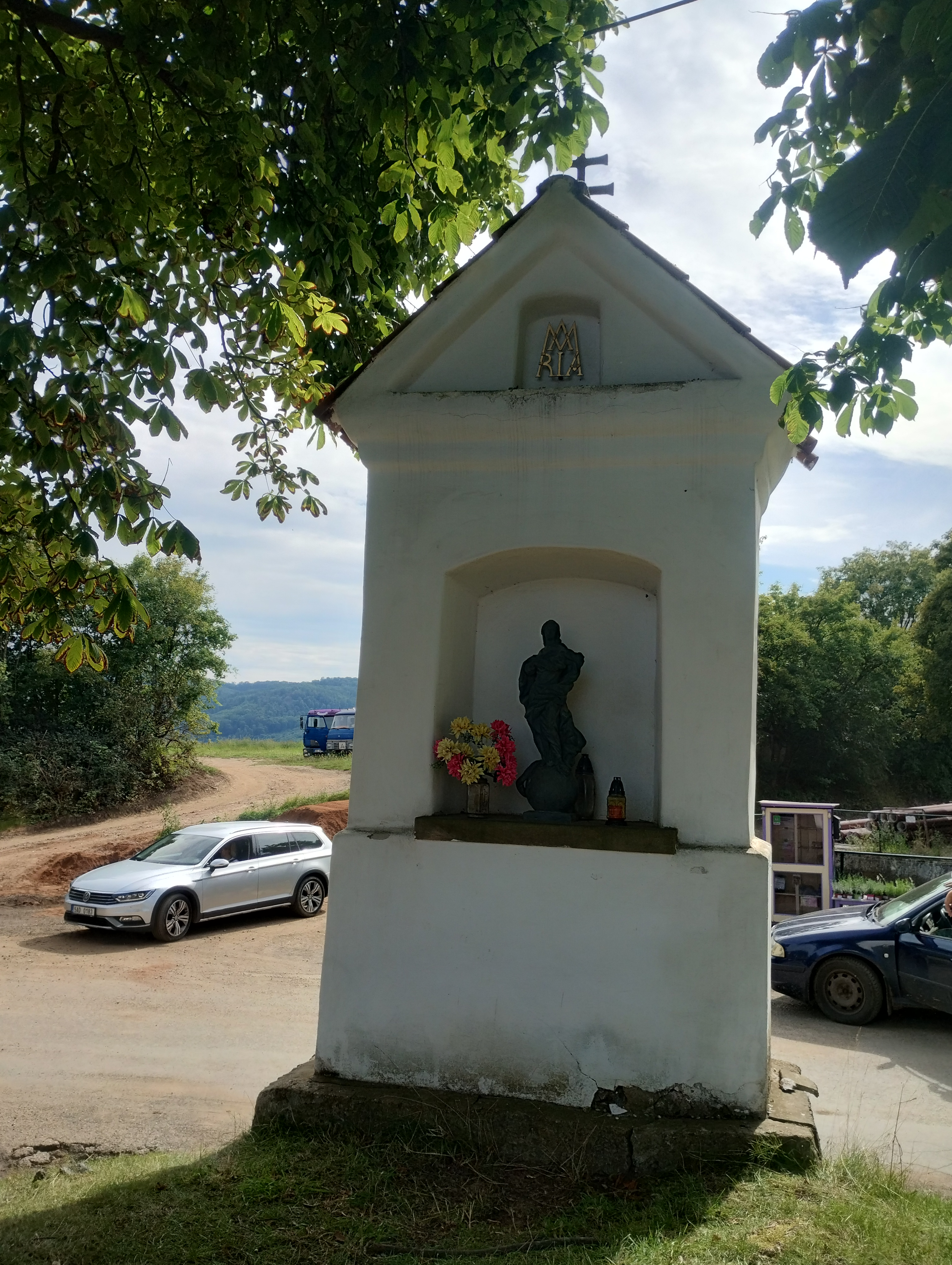
Výklenková kaple
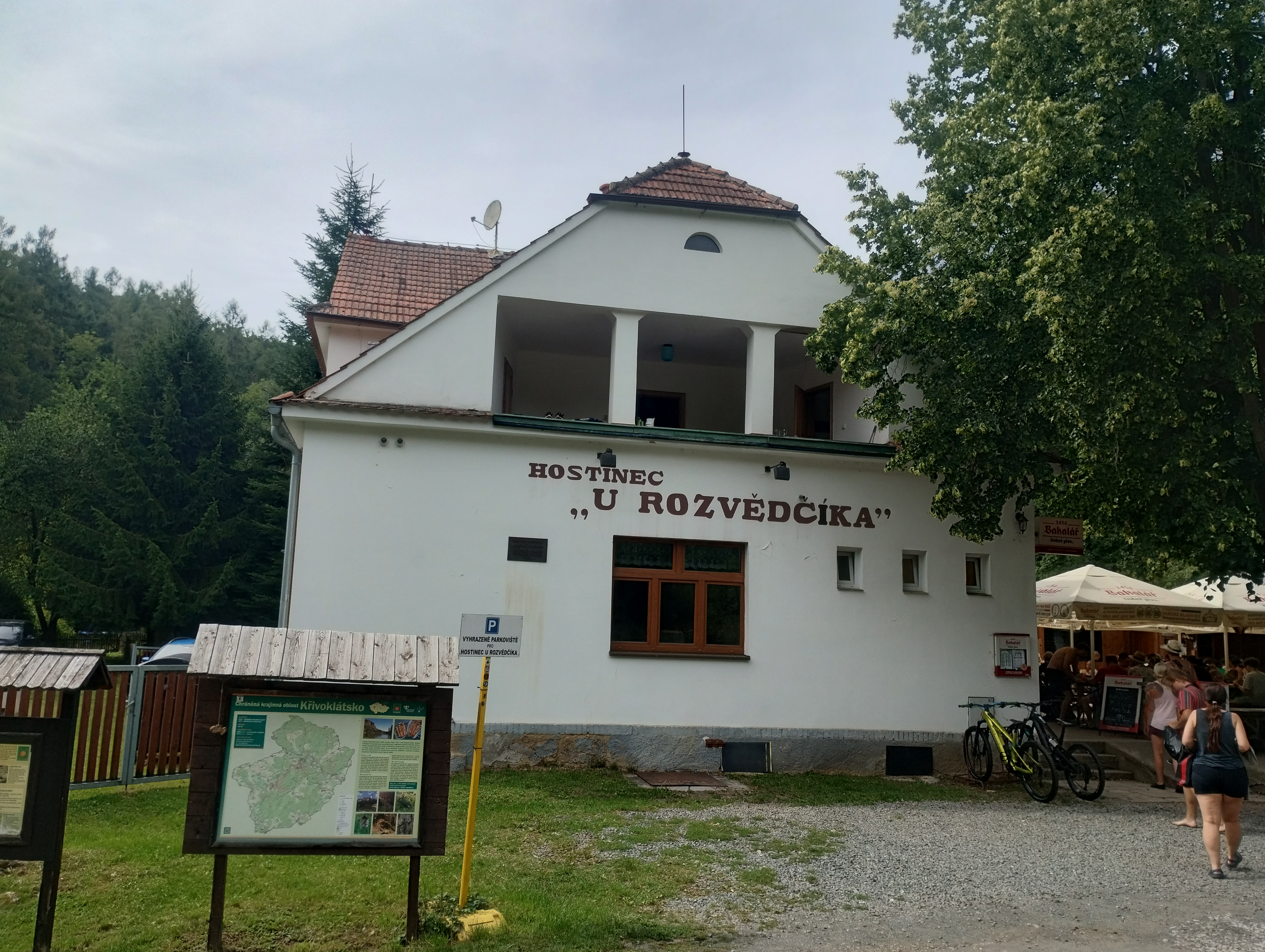
Hostinec U Rozvědčíka
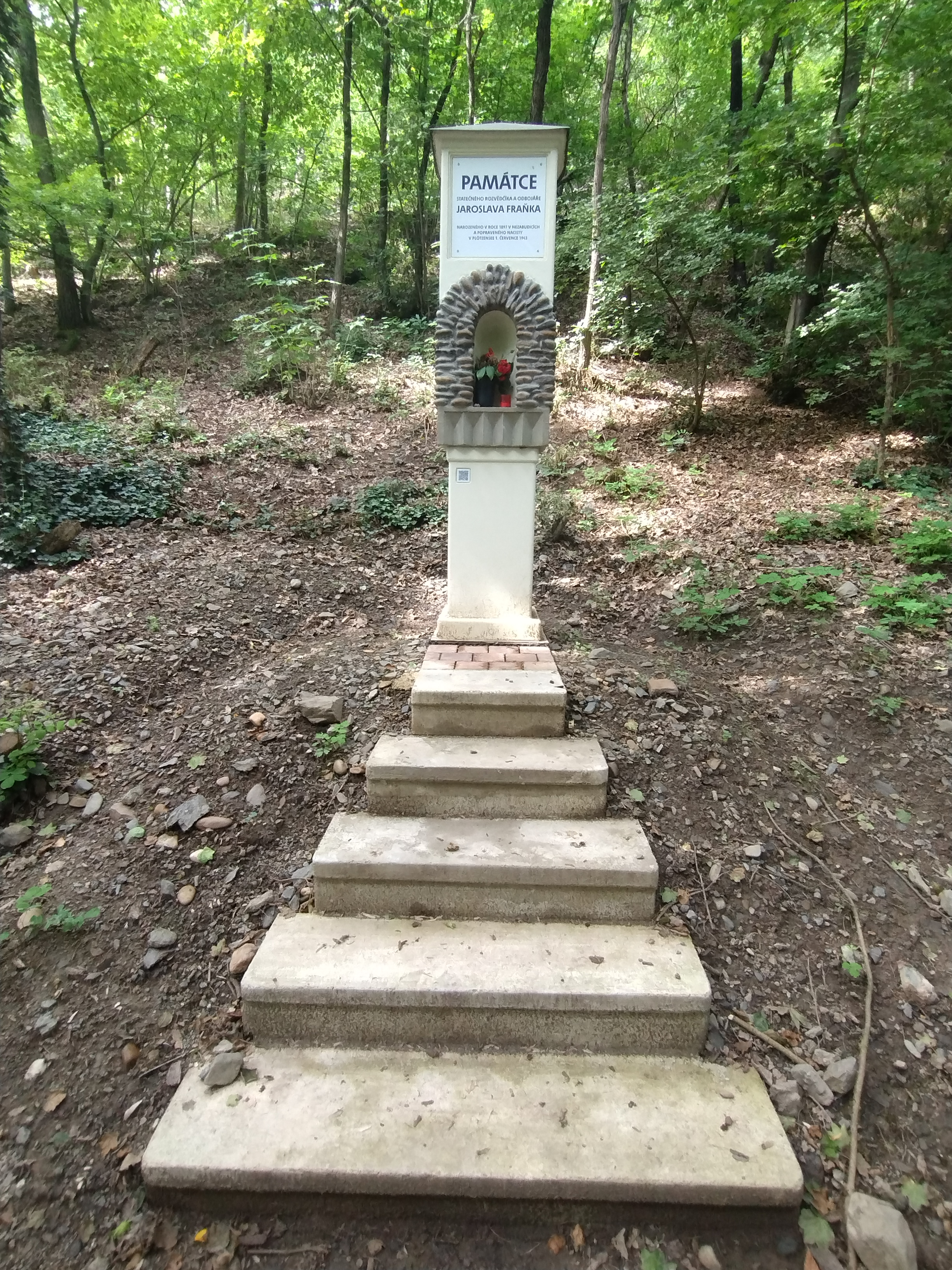
Kaplička Jaroslava Fraňka